# Mawromati
Mawromati (gr. Μαυρομμάτι) – miejscowość w Grecji, w administracji zdecentralizowanej Peloponez, Grecja Zachodnia i Wyspy Jońskie, w regionie Peloponez, w jednostce regionalnej Mesenia, w gminie Mesini. W 2011 roku liczyła 142 mieszkańców.
W miejscowości znajduje się stanowisko archeologiczne Mesini.